# Aptesis segnis
Aptesis segnis là một loài tò vò trong họ Ichneumonidae.